# 布丽奇特·古斯特森
布丽奇特·古斯特森（英語：Bridgette Gusterson，1973年2月7日—），澳大利亚前女子水球运动员。她曾代表澳大利亚国家队参加2000年夏季奥林匹克运动会水球比赛，获得一枚金牌。